# Islote Leucotón
Die Islote Leucotón (spanisch) ist eine kleine Insel in der Orléans-Straße vor der Davis-Küste des Grahamlands auf der Antarktischen Halbinsel. Sie ist die nördlichste und größte der Tetrad Islands im Palmer-Archipel und liegt südsüdöstlich des Mikkelsen Harbour der Trinity-Insel.
Wissenschaftler der 6. Chilenischen Antarktisexpedition (1951–1952) benannten sie nach der Leucotón, eines der drei Schiffe dieser Forschungsreise.